# Enix (kommun)
Enix är en kommun i Spanien.   Den ligger i provinsen Provincia de Almería och regionen Andalusien, i den södra delen av landet, 400 km söder om huvudstaden Madrid. Antalet invånare är 456. Arean är 67 kvadratkilometer. Enix gränsar till Almería, Alhama de Almería, Gádor, Santa Fe de Mondújar, Terque, Bentarique, Instinción, Felix, Vícar och Roquetas de Mar. 
Terrängen i Enix är lite bergig.